# Embraer Unidade Gavião Peixoto

i8
i11
i13
Der Embraer Unidade Gavião Peixoto (ICAO-Code: SBGP) ist ein privater Flugplatz im brasilianischen Bundesstaat São Paulo unweit der Gemeinde Gavião Peixoto und der Stadt Araraquara. Der Flugplatz verfügt über die längste private Landebahn auf dem amerikanischen Kontinent und die viertlängste weltweit.

## Nutzung
Der Flugzeughersteller Empresa Brasileira de Aeronáutica, S. A. (Embraer) nutzt die Anlage für Test- und Auslieferungsflügen sowie Materialtransporten und Werksflugverkehr. Embraer betreibt seit 2001 am Flugplatz ein Werk mit 3.000 Angestellten. Hier werden die Flügelsektionen der Embraer 190 und Embraer 195 und die Embraer EMB 314 Super Tucano hergestellt.
Seit 2008 findet hier auch die Endmontage der Typen Embraer Phenom 100 und Embraer Phenom 300 statt.
Aus Anlass des 40-jährigen Jubiläums pflanzte Embraer zur Aufforstung von 356 Hektar 600.000 Bäume im Außenbereich des Montagewerks.
Die Força Aérea Brasileira betreibt hier Flugversuchszentrum für ihre F-39E/F, das Centro de Ensaios em Voo do Gripen (GFTC).